# 57 км (зупинний пункт)
57 кіломе́тр — залізничний пасажирський зупинний пункт Кримської дирекції Придніпровської залізниці на лінії Владиславівка — Крим.
Розташований неподалік від сіл Нижньозаморського та Верхньозаморського Ленінського району АР Крим між станціями Останіне (10 км) та Прісноводна (1 км).
На платформі зупиняються приміські поїзди.